# Dendrobium racemosum
Dendrobium racemosum là một loài thực vật có hoa trong họ Lan. Loài này được (Nicholls) Clemesha & Dockrill mô tả khoa học đầu tiên năm 1964.